# Bernhard Sprengel
Bernhard Sprengel (17. dubna 1899 Hannover – 22. ledna 1985 tamtéž) byl německý výrobce čokolády a sběratel moderního umění.
Sprengel studoval na Goethově škole a později chodil na kurzy politologie. V květnu 1919 se stal jedním z nových členů Corps Holsatia po první světové válce. Po obchodním kurzu v Hamburku převzal management čokoládovny B. Sprengel & Co. v Hanoveru.
Bernhard Sprengel již získal oblibu k umění 20. století a vytvořil si vlastní sbírku obrazl a soch, včetně děl Picassa, Chagalla, Mackeho, Beckmanna, Marca, Kleea a Feiningera. Při příležitosti svých 70. narozenin v roce 1969 daroval Bernhard Sprengel svoji kompletní sbírku Hanoveru společně s 2,5 milionem marek k postavení muzea. Sprengel Museum bylo otevřeno o deset let později, v roce 1979. Hanover pak jmenoval Bernharda Sprengela čestným občanem, jako dík za jeho přispění.